# Backlash 2004
Backlash 2004  è stata la sesta edizione dell'omonimo pay-per-view, prodotto dalla World Wrestling Entertainment. L'evento, esclusivo del roster di Raw, si è svolto il 18 aprile 2004 al Rexall Place di Edmonton.

## Storyline
A WrestleMania XX, Chris Benoit sconfisse il campione Triple H e Shawn Michaels in un Triple Threat match, conquistando il World Heavyweight Championship grazie alla Crippler Crossface, con la quale sottomise Triple H. La sera successiva, a Raw, Benoit e Michaels sconfissero l'Evolution (Randy Orton, Ric Flair e Batista) in un 2-on-3 Handicap match grazie alla Sharpshooter di Benoit, con la quale sottomise Batista. Il 22 marzo, a causa dell'annuale Draft, Triple H venne trasferito nel roster di SmackDown! ed il General Manager di Raw Eric Bischoff annunciò che Michaels avrebbe ottenuto un match titolato contro Benoit a Backlash. Il 25 marzo, però, il General Manager di SmackDown Kurt Angle annunciò che Triple H sarebbe tornato nel roster di Raw in cambio dei Dudley Boyz (Bubba Ray Dudley e D-Von Dudley) e Booker T. La settimana successiva, a Raw, Bischoff incluse anche Triple H nel match titolato di Backlash tra Benoit e Michaels, facendo diventare il match un Triple Threat.
Nel giugno del 2003, durante una cerimonia d'onore alla carriera di Mick Foley, Randy Orton e Ric Flair attaccarono pesantemente Foley nel backstage dell'arena, lasciandolo a terra esanime. Nel dicembre del 2003, Foley tornò temporaneamente come Co-General Manager di Raw al posto di Steve Austin, dandosi un'opportunità titolata all'Intercontinental Championship di Orton, salvo poi rinunciarci. Alla Royal Rumble, Foley entrò a sorpresa nel Royal Rumble match (al posto di Test) ed attaccò Orton, eliminandolo. Oltre ad eliminare Orton, Foley si auto-eliminò dal match ed i due iniziarono a malmenarsi fuori dal ring, finché Orton non colpì Foley con delle sedie d'acciaio, fuggendo nel backstage. Successivamente, Foley riformò la Rock 'n' Sock Connection con The Rock ed i due sfidarono l'Evolution (Orton, Flair e Batista) ad un 3-on-2 Handicap match per WrestleMania XX. A WrestleMania XX, l'Evolution sconfisse The Rock e Mick Foley grazie ad una RKO di Orton ai danni di Foley. Due settimane dopo, Foley sfidò Orton ad un No Holds Barred Falls Count Anywhere match, valido per il titolo intercontinentale, per Backlash ed Orton accettò.
A WrestleMania XX, Christian sconfisse Chris Jericho. Dopo il match Trish Stratus, che era la fidanzata on-screen di Jericho (storyline), tradì Y2J schierandosi dalla parte di Christian. Nella puntata di Raw del 5 aprile, Christian annunciò che lui e Trish avrebbero affrontato Jericho a Backlash in un Intergender 2-on-1 Handicap match.

## Evento
Prima della messa in onda dell'evento, Val Venis sconfisse Matt Hardy a Sunday Night Heat.

### Match preliminari
Il primo match della serata fu tra Shelton Benjamin e Ric Flair. Dopo un batti e ribatti, Flair tentò di colpire Benjamin con un tirapugni, ma quest'ultimo evitò il tutto colpendo Flair con uno splash all'angolo. Benjamin eseguì poi una diving clothesline su Flair per poi schienarlo per vincere il match.
Il match successivo fu tra Jonathan Coachman e Tajiri. Durante le fasi finali del match, Garrison Cade interferì in favore di Coachman permettendo, così, a quest'ultimo di schienare Tajiri con un roll-up per ottenere la vittoria.
Il terzo incontro vide Chris Jericho affrontare Christian e Trish Stratus in un Intergender 2-on-1 Handicap match. Nel finale, Jericho lanciò Christian contro Trish e, dato ciò, Y2J eseguì un enzuigiri ai danni di Christian per poi schienarlo per vincere la contesa.
Il match che seguì fu quello valevole per il WWE Women's Championship tra la campionessa Victoria e la sfidante Lita. Durante il match, entrambe si portarono in vantaggio l'una sull'altra. Il match terminò dopo che Victoria schienò Lita con un inside cradle per mantenere il titolo femminile. Al termine del match, Molly Holly e Gail Kim attaccarono sia Lita che Victoria.

### Match principali
Il quinto incontro dell'evento fu l'Hardcore match per l'Intercontinental Championship tra il campione Randy Orton e lo sfidante Mick Foley (nelle vesti di Cactus Jack, sebbene non fosse stato annunciato in tale modo). Durante il match, Foley prese una mazza da baseball con del filo spinato e la utilizzò per colpire Orton al volto causandogli l'apertura di una ferita alla testa, dalla quale iniziò a sanguinare copiosamente. In seguito, Foley piazzò la mazza da baseball tra le gambe di Orton per poi eseguirci sopra un leg drop. Foley continuò ad utilizzare la mazza da baseball e ci versò sopra della benzina per poi provare ad infuocarla, ma il general manager Eric Bischoff lo interruppe dicendogli che se avesse infuocato la mazza da baseball, sarebbe stato squalificato. Dato ciò, Foley lasciò perdere e colpì Orton al volto con un vassoio di metallo. Successivamente, Orton schivò un attacco di Foley per poi schiantarlo con un body slam su un tavolo avente la superficie di filo spinato. Orton tentò poi di eseguire la RKO su Foley, ma quest'ultimo contrattaccò lanciando Orton sopra delle puntine d'acciaio, le quali si conficcarono nella schiena del campione. In seguito, Orton si rialzò e provò a rifugiarsi nel backstage, ma Foley lo bloccò e lo gettò attraverso dei tavoli situati al di sotto della rampa dello stage per poi lanciarcisi addosso con un diving elbow drop. I due rientrarono poi nel ring e Orton colpì Foley con la mazza da baseball di filo spinato, ma dopo un secondo tentativo Foley applicò la Manidble Claw su Orton. Orton riuscì a liberarsi dalla presa colpendo Foley con un uppercut per poi eseguire la RKO. Nel finale, Orton effettuò un'altra RKO ai danni Foley, questa volta sopra la mazza da baseball, per poi schienarlo e mantenere il titolo.
Il match successivo fu tra The Hurricane e Rosey contro La Résistance (Robért Conway e Sylvain Grenier). Dopo un batti e ribatti e l'inaspettata distrazione di Eugene, The Hurricane schienò Conway per vincere il match dopo l'esecuzione della Eye of the Hurricane.
Il settimo match fu tra Edge e Kane. Il match fu in gran parte controllato da Kane, che si focalizzò sulla mano sinistra infortunata di Edge. Durante le fasi finali, Edge contrattaccò diversi attacchi di Kane per poi tentare la Spear, ma quest'ultimo la evitò ed Edge finì con il colpire l'arbitro. Dato che l'arbitro fu messo accidentalmente KO, Edge colpì Kane al volto con una sedia d'acciaio per poi colpirlo con la Spear. L'arbitro si riprese e contò lo schienamento decisivo dando, così, la vittoria a Edge.
Il main event fu il Triple Threat match per il World Heavyweight Championship tra il campione Chris Benoit e gli sfidanti Shawn Michaels e Triple H. Il match iniziò con Benoit e Michaels che effettuarono un doppio back body drop ai danni di Triple H per poi lanciarlo all'esterno del ring. Dopo un batti e ribatti tra Benoit e Michaels, Triple H rientrò nel ring e colpì entrambi. Benoit eseguì poi una serie di german suplex sia su Michaels che su Triple H. In seguito, Michaels e Triple H attaccarono Benoit lanciandolo contro le barricate di sicurezza. Rientrati sul quadrato, Triple H e HBK si colpirono a vicenda, finché The Game non eseguì un facebreaker knee smash su Michaels. Con entrambi al tappeto, Benoit salì sulla terza corda del ring e si lanciò con un diving headbutt impattando in pieno contro Michaels. Successivamente, Michaels si rialzò e provò a colpire Benoit con un flying forearm smash, ma il campione schivò l'attacco e HBK finì con il colpire accidentalmente l'arbitro. Benoit gettò Michaels fuori dal ring per poi applicare la Sharpshooter su Triple H, ma Michaels risali sul quadrato per rompere la presa di Benoit. Benoit intercettò subito HBK e lo intrappolò nella Crippler Crossface, ma poiché l'arbitro fu messo KO pochi istanti prima, il direttore di gara non poté vedere la resa di Michaels. Dopo che un secondo arbitro accorse sul ring per sostituire quello originale, Michaels rinchiuse Benoit nella Sharpshooter. Tuttavia, Triple H intervenne e ruppe la presa di HBK per poi colpire Benoit con una DDT. Benoit e Triple H iniziarono poi a lottare all'esterno del quadrato e Michaels salì sulla terza corda per tentare di gettarsi su di loro, ma questi ultimi si spostarono e HBK finì con lo schiantarsi attraverso il tavolo dei commentatori, mandandolo in frantumi. In seguito, Triple H gettò Benoit contro dei gradoni d'acciaio per poi rilanciarlo sul ring. Dopo un batti e ribatti, The Game eseguì un Pedigree su Benoit, ma Michaels sventò lo schienamento. Dopodiché, HBK colpì Triple H prima con un flying forearm smash e poi con un diving elbow drop per poi tentare di eseguire la Sweet Chin Music, ma invece che colpire The Game, Michaels rifilò la Sweet Chin Music a Benoit, il quale si trovava sull'apron ring. Dato ciò, Triple H sorprese Michaels colpendolo con un low-blow, ma ottenne solamente un conto di due. Triple H prese poi il suo sledgehammer e lo utilizzò per colpire HBK alla schiena. Dopo che The Game cercò di sferrare un'altra martellata, Benoit lo anticipò e lo trascinò all'esterno del quadrato per poi catapultarlo contro il paletto di sostegno del ring. Benoit rientrò sul ring, contrattaccò un tentativo di Sweet Chin Music da parte di Michaels e lo intrappolò nella Sharpshooter. HBK fu costretto a cedere alla presa di sottomissione e Benoit trionfò per mantenere il titolo.

## Risultati
| #    | Incontri                                                | Stipulazioni                                              | Durata |
| ---- | ------------------------------------------------------- | --------------------------------------------------------- | ------ |
| Heat | Val Venis ha sconfitto Matt Hardy                       | Single match                                              | 07:56  |
| 1    | Shelton Benjamin ha sconfitto Ric Flair                 | Single match                                              | 09:29  |
| 2    | Jonathan Coachman ha sconfitto Tajiri                   | Single match                                              | 06:25  |
| 3    | Chris Jericho ha sconfitto Christian e Trish Stratus    | Two-on-one handicap match                                 | 11:12  |
| 4    | Victoria (c) ha sconfitto Lita                          | Single match per il WWE Women's Championship              | 07:22  |
| 5    | Randy Orton (c) ha sconfitto Mick Foley                 | Hardcore match per il WWE Intercontinental Championship   | 23:03  |
| 6    | The Hurricane e Rosey hanno sconfitto La Résistance     | Tag team match                                            | 05:02  |
| 7    | Edge ha sconfitto Kane                                  | Single match                                              | 06:25  |
| 8    | Chris Benoit (c) ha sconfitto Shawn Michaels e Triple H | Triple threat match per il World Heavyweight Championship | 30:12  |